# Граф Арран (Шотландия)
Граф Арран (англ. Earl of Arran) — дворянский титул, дважды создававшийся в системе пэрства Шотландии. Его название связано с шотландским островом Арран. Существовал также титул графа Аррана в системе пэрства Ирландии, однако он никак не связан с шотландским, его название связано с островами Арран около Ирландии.
В настоящее время существует титул «граф Арран и Кембридж» (англ. Earl of Arran and Cambridge) в пэрстве Шотландии, заменивший титул графа Аррана. Он входит в состав титулатуры герцогов Гамильтонов. Некоторые наследники герцогов использовали титул «граф Арран» в качестве титула учтивости.

## История

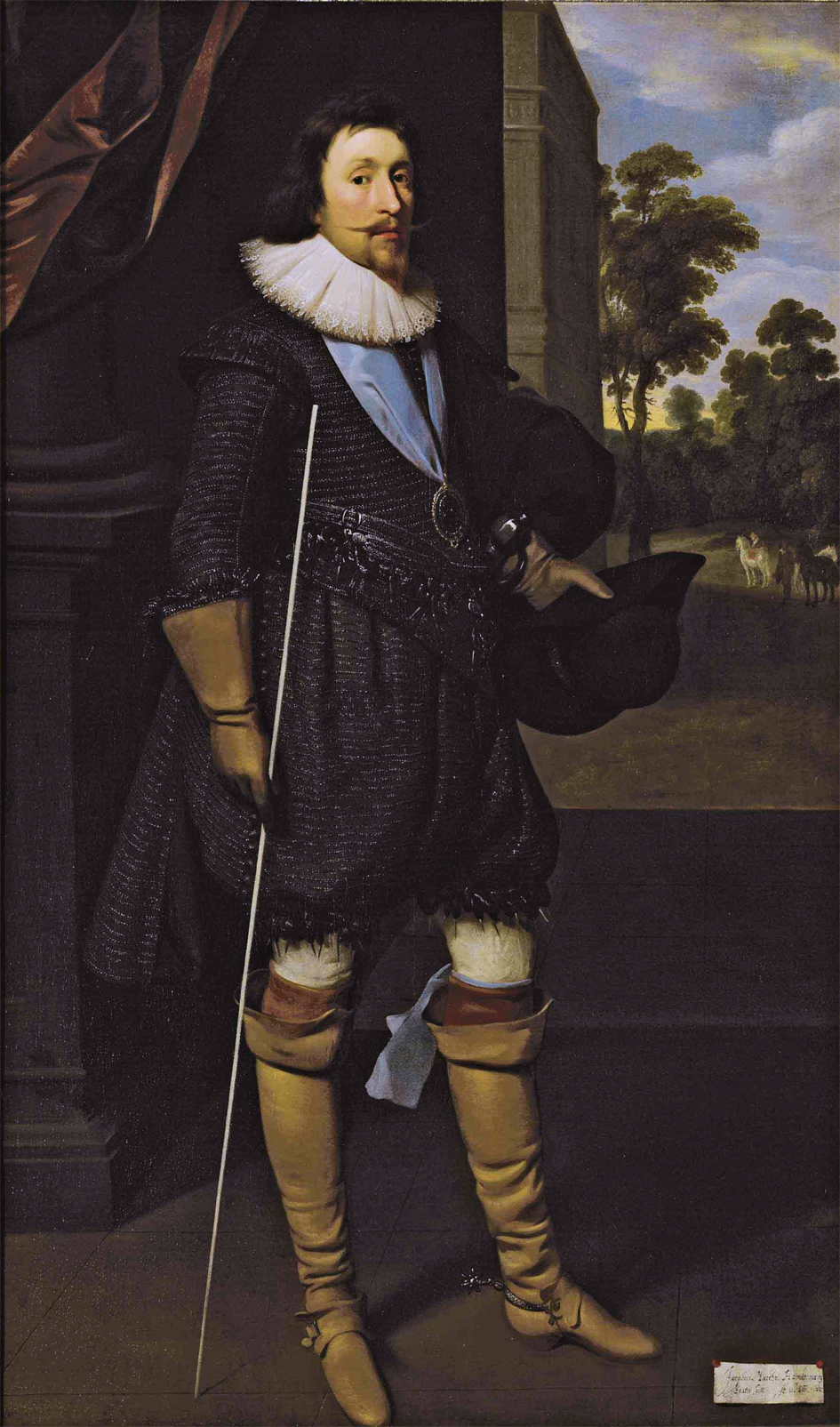
Джеймс Гамильтон, 4-й граф Арран

Предположительно, в Средние века существовало феодальное графство Арран с центром в замке Лохранза.
Незадолго до 26 апреля 1467 года титул графа Аррана был создан для Томаса Бойда, старшего сына Роберта Бойда, 1-го лорда Килмарнока, в 1466 году узурпировавшего власть в Шотландии. Он обеспечил своему сыну брак с Марией Стюарт, сестрой короля Шотландии Якова III. Однако после отстранения лорда Бойда от власти король 22 ноября 1469 года конфисковал титул графа Аррана. Томас Бойд умер в изгнании, а его вдова вышла замуж за Джеймса Гамильтона, 1-го лорда Гамильтона.
11 августа 1503 года король Яков IV восстановил титул графа Аррана для своего двоюродного брата Джеймса Гамильтона, 2-го лорда Гамильтона (около 1475 — 31 марта 1529), сына принцессы Марии Стюарт, вдовы Томаса Бойда, графа Аррана, от брака с Джеймсом Гамильтоном. Он пользовался доверием Якова IV, благодаря чему Гамильтоны стали одной из самой влиятельных семей в Шотландии. Во время малолетства Якова V был ключевой фигурой, входя в 1517—1521 годах в регентский совет.
Джеймс Гамильтон, 2-й граф Арран (около 1519 — 22 января 1575), который был вторым в списке наследования шотландской короны, получил огромную власть при малолетства королевы Марии Стюарт, дочери Якова V, управляя в качестве регента Шотландией. В 1547 году он заключил союз с французским королём Генрихом II и согласился на брак юной королевы с французским дофином (будущим королём Франциском II). В награду Джеймс в 1548 году получил французский титул герцога де Шательро. В 1554 году герцог Шательро сложил с себя полномочия регента, передав их Марии де Гиз, матери королевы Марии Стюарт. После отречения королевы и её бегства в Англию герцог оказался втянут в борьбу за власть, однако её проиграл.
Джеймс Гамильтон (около 1537/1538 — март 1609), после того как отец стал герцогом Шательро, стал с 1550 года титуловаться графом Арраном. Находясь вблизи от шотландского трона, отец несколько раз пытался выгодно женить его. В 1560 году возник проект брака графа Аррана с овдовевшей Марией Стюарт, но сама королева отвергла жениха. В этот период у Джеймса произошёл психологический срыв, в результате чего его в 1561 году объявили сумасшедшим. Сначала Джеймса содержали в Эдинбургском замке, а в 1566 году был отпущен на попечение матери и переведён в замок Крейгнетан. В 1479 году его братья поддержали свергнутую Марию Стюарт, из-за чего король Яков VI в январе 1581 года передал опеку над Джеймсом его дальнему родственнику, Джеймсу Стюарту (около 1545—1596), а 21 апреля даровал тому титул графа Аррана. К тому моменту Стюарт, имевший огромное влияние на короля, вместе с графом Ленноксом фактически управляли Шотландией. В 1582 году они были отстранены от власти группой дворян, но в 1582 году Яков VI смог освободиться от опеки и вновь приблизил себе графа Аррана, получавшего всё новые назначения. Однако в 1585 году он был отстранён от власти и лишён всех владений и титулов, после чего титул графа Аррана вновь вернулся к Джеймсу Гамильтону, но фактически главой дома Гамильтонов с 1575 года считался Джон Гамильтон (1539/1540 — 12 апреля 1604), младшего брата Джеймса, позже получивший титул маркиза Гамильтона.
Джеймс умер в 1609 году, после чего ему наследовал племянник, Джеймс Гамильтон, 2-й маркиз Гамильтон (1589 — 2 марта 1625). Близкое родство с шотландским королём Яковом VI, унаследовавшим в 1603 году ещё и английскую корону, принесли ему ряд пожалований и должностей. В том числе он получил в 1619 году титул графа Кембриджа в пэрстве Англии, а в 1623 году был сделан рыцарем ордена Подвязки. Ему последовательно наследовали двое сыновей: Джеймс Гамильтон, 3-й маркиз Гамильтон и 5-й граф Арран (с 1609 года он носил титул графа Аррана в качестве титула учтивости), получивший в 1643 году титул герцога Гамильтона, и Уильям Гамильтон (14 декабря 1616 — 12 сентября 1651), 2-й герцог Гамильтон и 6-й граф Арран. Титул графа Аррана в 1643 году был объединён с титулом графа Кембриджа, когда в пэрстве Шотландии был создан титул «граф Арран и Кембридж».
Джеймс и Уильям не оставили сыновей. Наследницей владений и титулов Гамильтонов стала Анне Гамильтон, герцогиня Гамильтон, дочь первого герцога, наследники которой приняли фамилию Гамильтонов. Основным титулом главы рода стал титул герцога Гамильтона, титул же графа Аррана использовался наследниками в качестве титула учтивости.

## Графы Арран
1-я креация (1467 год)
- 1467—1469: Томас Бойд (умер до 1474) 1-й граф Арран в 1467—1469 годах[1].

2-я креация (1503 год)
- 1503—1529: Джеймс Гамильтон (около 1475 — 31 марта 1529), 2-й лорд Гамильтон с 1479 года, 1-й граф Арран с 1503 года, сын Джеймса Гамильтона (ок. 1415—1479), 1-го лорда Гамильтона (1445—1479), и Марии Стюарт (1453—1488), дочери шотландского короля Якова II Стюарта и вдовы Томаса Бойда, 1-го графа Аррана[2].
- 1529—1575: Джеймс Гамильтон (около 1519 — 22 января 1575), 2-й граф Арран и 3-й лорд Гамильтон с 1529 года, герцог Шательро с 1548 года, сын предыдущего[3].
- 1575—1581, 1585—1609: Джеймс Гамильтон (около 1537/1538 — март 1609), 3-й граф Арран в 1575—1581 и 1585—1609 годах, 4-й лорд Гамильтон с 1575 года, сын предыдущего[4].
- 1609—1625: Джеймс Гамильтон (1589 — 2 марта 1625), 2-й маркиз Гамильтон и 1-й лорд Абербротвик с 1605 года, 4-й граф Арран и 5-й лорд Гамильтон с 1609 года, 1-й граф Кембридж и 1-й барон Иннердейл с 1619 года, племянник предыдущего, сын Джона Гамильтона[6].
- 1625—1649: Джеймс Гамильтон (19 июня 1606 — 9 марта 1649), 3-й маркиз Гамильтон, 5-й граф Арран, 2-й граф Кембридж, 6-й лорд Гамильтон, 2-й лорд Аббербротвик и 2-й барон Иннердейл с 1625 года, 1-й герцог Гамильтон, 1-й маркиз Клайдсдейл и 1-й лорд Авен и Иннердейл с 1643 года, сын предыдущего[7].
- 1649—1651: Уильям Гамильтон, 6-й граф Арран (14 декабря 1616 — 12 сентября 1651), 2-й герцог Гамильтон, 4-й маркиз Гамильтон, 2-й маркиз Клайдсдейл, 2-й граф Арран и Кембридж, 7-й лорд Гамильтон, 3-й лорд Аббербротвик, 3-й барон Иннердейл и 2-й лорд Авен и Иннердейл с 1549 года, брат предыдущего[8].

3-я креация (1581 год)
- 1581—1585: Джеймс Стюарт (около 1545—1596), граф Арран в 1581—1585 годах, сын Эндрю Стюарта, 2-го лорда Очилтри, правнук Джеймса Гамильтона, 1-го графа Аррана[5].